# Ребел (футбольний клуб)
«Ребел» (англ. Rebel) — аматорський футбольний клуб з міста Києва, заснований 2024 року на базі дитячо-юнацької школи «Ніка». Домашні матчі проводить на Центральному стадіоні ім. Михайла Бруквенка в смт Макарів (вміщує 3 100 глядачів). Клубні кольори — сталево-сірий і марун.

## Історія
Клуб було засновано 2024 року на базі ДЮСШ «Ніка» з метою інтегрувати випускників дитячо-юнацьких команд у дорослий футбол. Уже в дебютному сезоні 2023/24 «Ребел» здобув перемогу в розіграші Кубка Києва, ставши його володарем.
У сезоні 2024/25 команда дебютувала в Чемпіонаті України серед аматорів, виступивши в групі 2. Того ж року «Ребел» подав документи на атестацію, щоб взяти участь у Другій лізі 2025/26.

## Стадіон
Домашньою ареною є Центральний стадіон ім. Михайла Бруквенка в смт Макарів, Київської області, який вміщує 3 100 глядачів.

## Досягнення
- Володар Кубка Києва: 2023/24